# معهد طوكيو للتكنولوجيا
معهد طوكيو للتكنولوجيا (باليابانية: 東京工業大学 توكيو كوغيو دايغاكو) (بالإنجليزية: Tokyo Institute of Technology)‏، عادة مايسمى بـ توكوداي (東工大, Tōkōdai) كاختصار في اللغة اليابانية أو (Tokyo Tech و TiTech) باللغة الإنجليزية وهو معهد وطني بحثي يقع في منطقة طوكيو الكبرى. يعتبر من أكبر وأعرق المعاهد للتعليم العالي في اليابان وهو مكرس للعلوم والتكنولوجيا. يحتل المعهد المركز الثاني ضمن قائمة أقوى الجامعات اليابانية حسب تصنيف الجامعات العالمية (مجلة تايمز للتعليم العالي)، والمركز الثالث على مستوى الجامعات اليابانية حسب تصنيف الجامعات العالمي QS . اختارت حكومة اليابان المعهد ضمن قائمة «الجامعات الوطنية المحددة» (指定国立大学法人) (بالإنجليزية: Designated National University) كمؤسسات تعليمية مؤهلة لمنافسة أعرق الجامعات العالمية، وقيادة الابتكار ووضع الحلول للتحديات التي تواجه العالم. كما اُختير المعهد ضمن فئة (أ) من بين أعلى الجامعات المختارة التي خُصص لها تمويلًا إضافيًا في إطار برنامج (أفضل مشروع جامعة عالمية) (بالإنجليزية: Top Global University Project) التابع لـوزارة التعليم والثقافة والرياضة والعلوم والتقنية اليابانية، لتعزيز القدرة التنافسية التعليمية العالمية لليابان. يطلق على المعهد اصطلاحا اسم «النسخة اليابانية من معهد ماساتشوستس للتكنولوجيا (MIT) الأمريكي». خرّج المعهد العديد من رجال السياسة والمدارء التنفيذيين والعلماء الفائزين بجوائز مرموقة مثل جائزة نوبل. ويعتبر المعهد واحد من أصعب المؤسسات التعليمية اليابانية للحصول على قبول تسجيل للدراسة به.

## تاريخ المعهد
أنشئ معهد طوكيو للتكنولوجيا في طوكيو من قبل حكومة اليابان تحت اسم مدرسة طوكيو المهنية وذلك في عام 1881م. وفي عام 1882م أصدرت وزارة التعليم أمر بناء مبنى جديد في مدينة كوراماي هيقاشي كاتاماتشي في منطقة أساكوسا. فمع بداية عصر ميجي لم يكن هناك سوى مدرستين مهنيتين، الأولى هي مدرسة طوكيو المهنية، والثانية هي كلية الهندسة بجامعة طوكيو. ومع توسع أقسام المدرسة تم تغيير اسمها إلى مدرسة طوكيو العليا للتكنولوجيا في عام 1901 م، ثم رفعت لاحقا لتكون معهد وطني باسمه الحالي وذلك في عام 1929م.

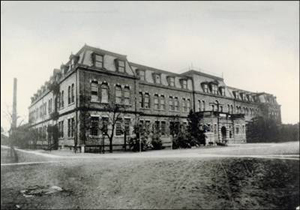
المبنى الرئيسي لمدرسة طوكيو العليا للتكنولوجيا

المبنى الرئيسي للحرم الجامعي (أوكاياما) 1940م. يظهر في الخلف طائرة هجومية من نوع 89، وفي المقدمة طائرة مقاتلة من النوع 92.

## الكليات والمعاهد

### كليات لدرجة البكالوريوس
- كلية العلوم
- كلية الهندسة
- كلية العلوم الحيوية والتكنولوجيا الحيوية

### كليات للدراسات العليا
- كلية العلوم والهندسة
- كلية العلوم الحيوية والتكنولوجيا الحيوية
- كلية الدراسات البينية للعلوم والهندسة
- كلية علوم المعلومات والهندسة
- كلية علوم القرار والتكنولوجيا
- كلية إدارة الابتكار

### معامل الأبحاث
- معمل الموارد الكيميائية
- معمل الدقة والذكاء
- معمل المواد والتراكيب
- معمل أبحاث المفاعلات النووية
- مركز كوانتوم نانو لبحوث الإلكترونيات
- معهد علوم حياة الأرض

### معامل ومراكز العلوم الاجتماعية والسياسية
- مركز البحث في التكنولوجيا المالية المتقدمة (معهد طوكيو للتكنولوجيا)
- معمل الدقة والذكاء (معهد طوكيو للتكنولوجيا)
- معمل أبحاث الحلول
- معهد البحوث المتكاملة
- معهد جلوبال إيدج (معهد طوكيو للتكنولوجيا)
- منصة حاضنة القائد المنتج
- أكاديمية القيادة العالمية
- مركز البحث والتطوير لتكنولوجيا التعليم (معهد طوكيو للتكنولوجيا)
- مركز الأبحاث للمنشآت التعليمية
- معمل البحث الإبداعي
- مركز الأبحاث لعلوم الإدارة المؤسسية للتكنولوجيا
- مركز التعاون للتصميم والتصنيع (CODAMA)
- مركز علوم النظم الاجتماعية القائمة على العملاء (معهد طوكيو للتكنولوجيا)
- مركز أبحاث وتدريس اللغات الأجنبية
- مركز دراسة الحضارات العالمية
- مركز آسيا وأفريقيا لبحوث الأحياء
- مركز CompView للبحوث والتعليم
- المدرسة المهنية للتطور الوظيفي
- منظمة تصميم الحياة والهندسة

## الخريجون

### أبرز الخريجين
- ناوتو كان رئيس وزراء اليابان
- هيديكي شيراكاوا حائز على جائزة نوبل للكيمياء
- يوشينوري أوسومي حائز على جائزة نوبل في العلوم الطبية
- ايزو كوباياشي وزير الصحة والرعاية الاجتماعية
- توماميجي يوشيزو وزير المواصلات
- كينزو فوجيسو عضو مجلس المستشارين الياباني
- شينسوكي ميورا عضو مجلس المستشارين الياباني
- كيتارو أونو عضو مجلس النواب الياباني
- مياغاوا شين عضو مجلس النواب الياباني
- تيتسو سايتو عضو مجلس النواب الياباني ووزير البيئة
- سيجي كايا مدير جامعة طوكيو السابع عشر
- يوكيهيكو هاراشينا مدير جامعة تشيبا للتجارة
- هيرومي سوني الرئيس والمدير التنفيذي لشركة أزبل Azbil
- إناوي تاكيشي رئيس مجلس إدارة شركة إيسوزو موتورز Isuzu Motors
- موتويشي هاشيموتو مدير هيئة الإذاعة اليابانية NHK
- تاكاموتو يوشيموتو فيلسوف وكاتب ومؤلف وشاعر
- كازوناري ساكاموتو معماري
- كوراموتو يوكي عازف بيانو وملحن
- تونوهيرو كونو ملحن ومنظم وعازف بيانو
- ماساو أوزاوا عالم فيزياء ورياضيات
- كيسوكي هوشينو مذيع في هيئة الإذاعة اليابانية NHK

### تصنيفات الخريجين ودرجة الشعبية
يتمتع خريجو معهد طوكيو للتكنولوجيا بنجاحهم اللافت في قطاعات الصناعات اليابانية. فوفقًا لتصنيفات مجلة الإيكونوميست الأسبوعية لعام 2010 فإن خريجي المعهد سجلوا ثاني أعلى معدل توظيف في 400 شركة كبرى. ووفقا لتصنيف نيويورك تايمز، احتل خريجو معهد طوكيو للتكنولوجيا المرتبة 14 عالميا، والمرتبة الثانية على مستوى آسيا، والمرتبة الأولى على مستوى اليابان في تصنيف درجة التوظيف لخريجي الجامعات للعام 2012م. كما تربع معهد طوكيو للتكنولوجيا على المركز الأول من بين الجامعات اليابانية في نسبة توظيف طلبته الخريجين للعام 2018م، 2019م، 2020م على التوالي، وفقًا لتصنيف تي إس يو (Truly Strong Universities -TSU).

## معرض صور

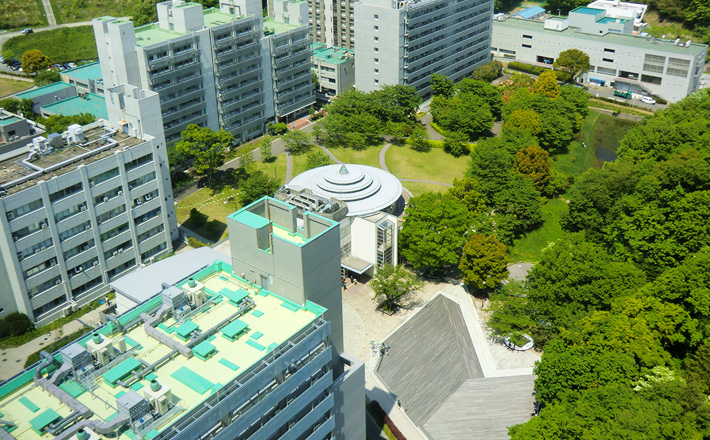
الحرم الجامعي (سوزوكاكي داي)
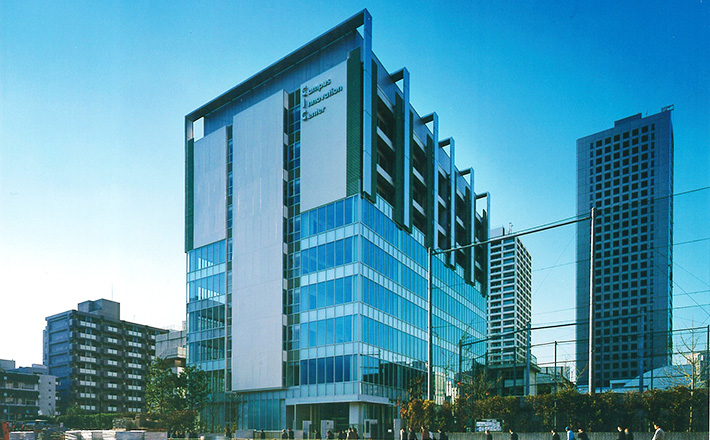
الحرم الجامعي (تاماتشي)

## وصلات خارجية
- موقع الجامعة